# Toste Länne
David Toste Thomasson Länne, född 28 augusti 1955, död 25 maj 2018 i Linköping, var en svensk läkare, kärlkirurg och professor. Han var professor i fysiologi vid Linköpings universitet och överläkare i kärlkirurgi vid Linköpings universitetssjukhus. Han var också riksspelman.
Toste Länne studerade 1975–1981 vid Lunds universitet och disputerade 1989 inom området mikrocirkulation i samband med hypovolemi. Han blev docent vid Lunds universitet 1993 och överläkare i kärlkirurgi vid Länssjukhuset Ryhov i Jönköping 1998. Han blev adjungerad professor i kärlkirurgi 2000 och professor i kardiovaskulär fysiologi 2003 kombinerat med överläkartjänst i kärlkirurgi Universitetssjukhuset i Linköping.
Toste Länne var också folkmusiker, han tilldelades Zornmärket i brons 1992 och sedan silver 1994, och därmed titeln riksspelman. Var medlem i musikgrupperna Sågskära och Blåqvint samt ordförande i Östergötlands Spelmansförbund. Han var gift med Marie Länne Persson (född 1952).

## Diskografi
- Visor i Småland, I & II. Sågskära. UR 26-86861-X, 1986.
- Visor på Öland. Sågskära. UR 26-87325-7, 1987.
- Smålandslåtar 1&2. SPF, 1987.
- Sågskära. Hurv Krlp-13, 1989.
- Skämtvisor från fem sekel. SVMC-3, 1989.
- Årsringar. Swedish folk music, 1970-1990, MNWCD 194, 1990.
- Änglarnas Språk. Magnus Gustafsson, Toste Länne & Marie Persson. DROCD 002, 1992.
- Skärvor. Sågskära [samlingsalbum]. DROCD 005, 1994.
- Krook. Musik bland trumslagare, bröllopsspelmän och bergtagna kvinnor. Sågskära. DROCD 010, 1997.
- Apelgrå. Folkliga lussesånger, Staffansvisor och jullåtar. Sågskära. DROCD 023, 2000.
- Orm. Sågskära. DROCD 043, 2006.
- Kärleksband. Gunilla Lundh-Tobiasson. CD. 2007.
- Källan i Slaka. CD. 2014.